# Wedanus formosanus
Wedanus formosanus is een eenoogkreeftjessoort uit de familie van de Rhynchomolgidae. De wetenschappelijke naam van de soort is voor het eerst geldig gepubliceerd in 2008 door Cheng, Ho & Dai.